# 구루 두트

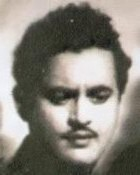

구루 두트(Guru Dutt, Vasanth Kumar Shivashankar Padukone, 1925년 7월 9일 ~ 1964년 10월 10일)는 과거의 인도 영화 감독, 제작자, 배우이다. 그는 힌디 시네마 황금기를 선도하였다. 그는 1950년대 북인도 영화 분야에서 예술 영화를 만든 것으로 잘 알려져 있다. Pyaasa라는 1957년 영화를 계기로 상업화를 드넓혀나갔다. 나중에는 그의 작품들 일부에서 컬트를 다루기도 했다. 그의 영화 작품들은 특히 독일, 프랑스, 일본에서 재개봉했을 때 만원을 이루기도 했다.

## 선정된 영화

### 배우 출연
- Picnic  (1964) - 미완성
- Sanjh Aur Savera (1964)
- en:Suhagan (1964)
- en:Bahurani (1963)
- en:Bharosa (1963)
- en:Sahib Bibi Aur Ghulam (1962)
- en:Sautela Bhai (1962)
- en:Chaudhvin Ka Chand (1960)
- en:Kaagaz Ke Phool (1959)
- 12 O'Clock (1958)
- en:Pyaasa (1957)
- en:Mr. & Mrs. '55 (1955)
- en:Aar Paar (1954)
- en:Baaz (1953)
- Hum Ek Hain (1946)
- en:Lakha Rani (1945)
- Chand (1944)

### 감독
- en:Kaagaz Ke Phool (1959)
- en:Pyaasa (1957)
- en:Sailaab (1956)
- en:Mr. & Mrs. '55 (1955)
- en:Aar Paar (1954)
- en:Baaz (1953)
- en:Jaal (1952)
- en:Baazi (1951)

### 제작자
- en:Aar Paar (1955)
- C.I.D. (1956)
- en:Pyaasa (1957)
- en:Gauri (1957) Incomplete
- en:Kaagaz Ke Phool (1959)
- en:Chaudhvin Ka Chand (1960)
- en:Sahib Bibi Aur Ghulam (1962)
- Baharein Phir Bhi Aayengi (1966)

## 같이 보기
- 분류:구루 두트 감독 영화